# Staatliche Linguistische Universität Moskau

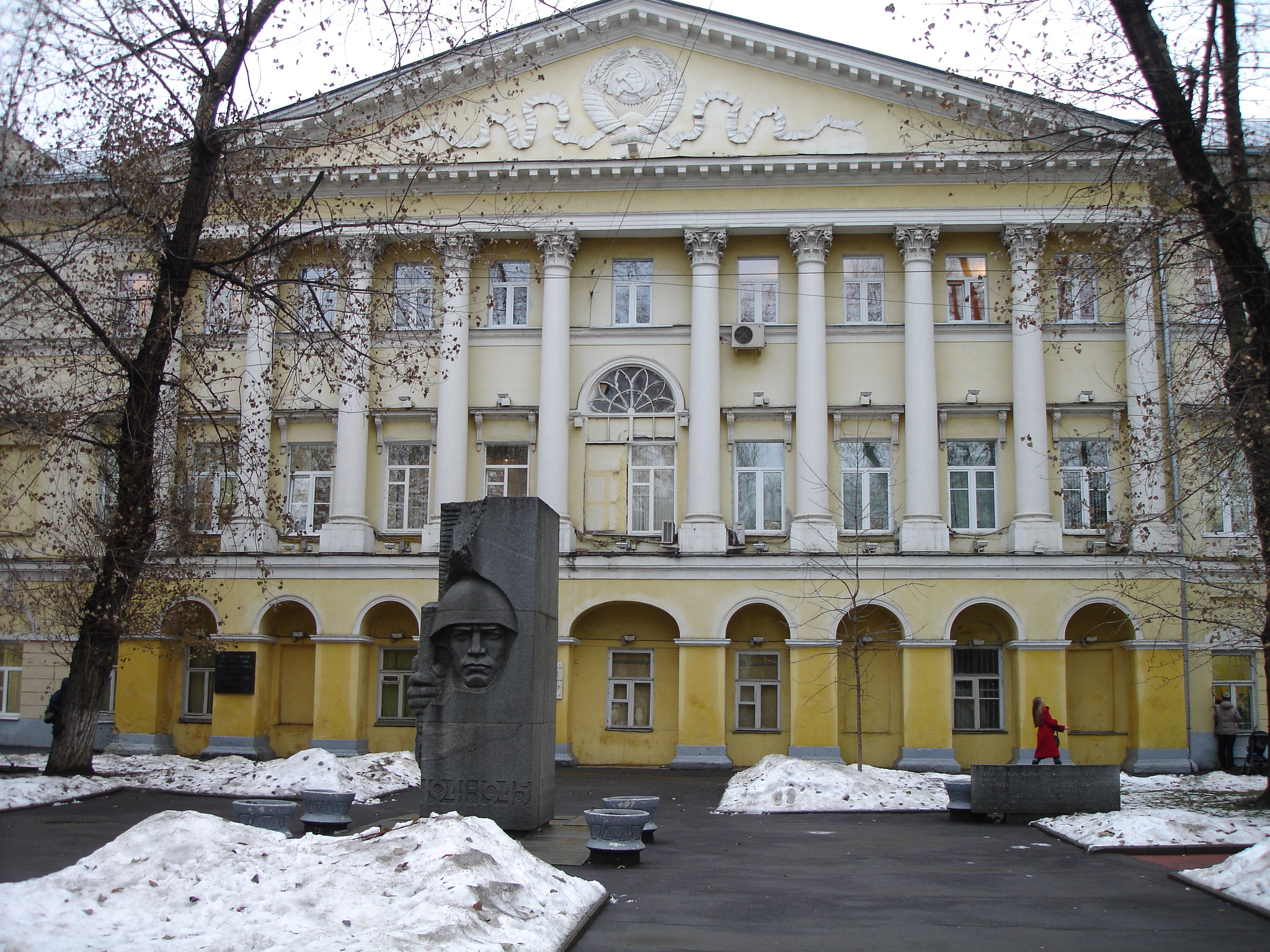
Universitätsgebäude

Die Staatliche Linguistische Universität Moskau (russisch Московский государственный лингвистический университет, МГЛУ) ist eine Universität in Moskau.
Die Universität wurde 1804 gegründet. Sie liegt im Zentralen Verwaltungsbezirk der Stadt und war in der Sowjetunion zeitweise nach Maurice Thorez benannt.

## Bekannte Absolventen und Dozenten
- Klaus-Dieter Baumann, deutscher Linguist
- Jürg Häusermann, deutscher Medienwissenschaftler
- Igor Sergejewitsch Iwanow, Außenminister Russlands
- Wladimir Kutz, Übersetzungswissenschaftler und Hochschullehrer
- Wolfgang Leonhard, deutscher Historiker
- Fritz Platten, Schweizer Kommunist
- Alexander Wöll, deutscher Slawist und Hochschullehrer